# ジョージ・グロバム・ハウ (初代準男爵)
初代準男爵サー・ジョージ・グロバム・ハウ（英語: Sir George Grobham Howe, 1st Baronet、1627年ごろ – 1676年9月26日）は、イングランド王国の政治家。ハウ伯爵家の先祖にあたる初代準男爵サー・ジョン・ハウは伯父にあたる。王政復古の後に準男爵に叙され、庶民院議員を16年間務めた。

## 生涯
ジョージ・ハウ（1589年ごろ – 1647年12月7日）と妻ドロシー（Dorothy、旧姓クラーク（Clarke）、1676年7月13日以降没、ハンフリー・クラークの娘）の息子として、1627年ごろに生まれた。1646年4月19日、リンカーン法曹院に入学した。
イングランド共和国期においては1649年から1652年までウィルトシャーの治安判事を務めた後、1656年に再び治安判事に就任、以降1676年に死去するまで務めた。王政復古の後、1660年6月20日に準男爵に叙され、1662年から1676年に死去するまでウィルトシャー副統監を務めた。
父はヒンドンから1マイルのところにあるベリック・セント・レオナードをグロバム家（Grobham）から継承しており、1647年に死去すると唯一の息子であるハウが継承した。これにより1660年仮議会の選挙でヒンドン選挙区から出馬、無投票で当選した。仮議会ではあまり活動的ではなく、1661年イングランド総選挙で再選した後も1676年に死去するまで議員を務めたが、やはり活動的ではなく、クラレンドン法典の制定にも関わらなかった。
1676年9月26日に死去、ベリック・セント・レオナードで埋葬された。息子ジェームズが準男爵位を継承した。

## 家族
1650年、エリザベス・グリムストン（Elizabeth Grimston、1708年/1709年没、第2代準男爵サー・ハーボトル・グリムストンの娘）と結婚、4男7女をもうけたが、うち3男3女が夭折した。
- ジェームズ（1669年ごろ – 1736年1月19日） - 第2代準男爵[2]
- ドロシー（1717年没） - 1679年10月16日、ヘンリー・リー（英語版）（1657年ごろ – 1734年9月6日）と結婚、子供あり[5]
- アン - 1701年11月12日、ジョン・ライル（John Lisle、1709年8月没）と結婚[2]
- エリザベス（1731年没） - ロバート・ホヴェンデン（Robert Hovenden、1718年ごろ没）と結婚[2]
- メアリー（1699年没） - 1684年10月までにジョージ・ルーク（1650年 – 1709年1月24日）と結婚、子供なし[6]
- メアリー（1652年8月/9月 – 12月25日[2]）
- アン（1657年4月2日ごろ – 23日[2]）
- グリムストン（1661年9月/10月 – 11月9日[2]）
- トマス（1663年10月/11月 – 12月20日[2]）
- エリザベス（1668年8月 – 1669年3月28日[2]）
- ジョージ（1668年8月 – 1669年4月11日[2]）